# Sebastián Battaglia

Sebastián Battaglia

Sebastián Battagli, född 8 november 1980, är en argentinsk före detta fotbollsspelare. Han spelade hela sin karriär i Boca Juniors, undantaget 2004-2005 då han spelade för Villarreal i Spanien. Battagli spelade som central mittfältare. Han gjorde tio matcher i det argentinska landslaget.